# Barbariga (Peroj)
Barbariga je turističko naselje smješteno na podučju Peroja. Administrativno pripada gradu Vodnjanu u Istarskoj županiji, ranije u sastavu općine Pula, Hrvatska.

## Zemljopis
Naselje se nalazi u blizini istoimenog rta, 20 km sjeverozapadno od Pule i 10 km od Vodnjana. Lokalnim putem je povezano s Perojem. Sjeveroistočno od Barbarige, na kilometar udaljenosti, nalazi se naselje Betiga s antičkim i ranosrednjovjekovnim arheološkim nalazištima.

## Povijest
Barbariga je ime dobila po plemićkoj obitelji Barbarigo iz Venecije, koja je na tom mjestu imala posjed. Na ovom području postoje brojna nalazišta iz rimskog vremena, kao što su ostaci nekadašnjih kuća, dijelovi pogona za izradu vune i bojanje tkanine, uljare iz 4. st., dvije velike rustikalne rimske vile prekrivene šarenim mramornim mozaicima, kao i ranokršćanska trobrodna bazilika Svetog Andreja s mozaicima, sarkofazima i pločama isklesanim u 7. st.
Obrambena grupa utvrđenja Barbariga je bila jedna od sastavnih dijelova složenog obrambenog sustava austrougarske ratne luke Pula. Proteže se na 150 hektara i građena je od 1898. do 1914. godine sjeverozapadno od Pule, radi kontrole pristupa Fažanskom kanalu i ratnoj luci Pula. U sastavu obrambene grupe utvrđenja je sedam utvrđenja čvrste gradnje i četiri mješovite, čvrste i poljske gradnje. Na rtu Barbariga smješteno je malo pozadinsko utvrđenje koja je služilo kao sklonište za posadu i reflektor namijenjen za noćno osmatranje. Utvrđenja i prateći sadržaj su povezani gustom mrežom makadamskih putova i staza. Iako napuštena, utvrđenja su sačuvana u relativno dobrom stanju.
Rt Barbariga se u prošlosti nazivao Punta Cissana prema antičkom naselju Cissa koje je nestalo u moru u 8. stoljeću. Na prostoru Barbarige je osamdesetih godina 20. stoljeća izgrađeno apartmansko turističko naselje.

## Dragonera
Na samoj obali, na pola puta prema Peroju, nalazi se arheološki lokalitet Dragonera. Arheološkim istraživanjima 2003. — 2004. godine, pronađeni su ostaci vila koji su nazvani Dragonera sjever i Dragonera jug. Dragonera sjever je slabije očuvano zdanje, nastalo početkom 1. stoljeća pr. n. e., a postojalo je do 7. stoljeća kada je nestalo u plamenu. Vilu (villa maritima) s očuvanim dijelom postrojenja za preradu maslina i kasnije dograđenom peći, uništilo je more, dok su na ostacima tijekom 19. i 20. stoljeća napravljene vapnenice koje su još više oštetile drevne ostatke. Dragonera jug je bila u vlasništvu rimskog viteza s titulom edila, duumvira kolonije Pula. Vila je obuhvaćala čitav zaljev s rezidencijalnom zgradom, pristaništem i proizvodnim dijelom, a njena izgradnja datira iz razdoblja od 70. do 90. godine pr. n. e. Bila je ukrašena mozaicima, od kojih je jedan bio s prikazom nosoroga. Nakon požara u 4. stoljeću, koji je uništio vilu, ona je potpuno obnovljena. Iz 5. i 6. stoljeća sačuvana je jedina zabilježena rimska kovačnica s talioničkom peći na istočnoj obali Jadrana. Nakon velikog požara u 7. stoljeću, žitelji su najvjerojatnije našli utočište u utvrđenom naselju Kastrum na Velikom Brijunu.

## Vanjske poveznice
- Turistička zajednica grada Vodnjana: Barbariga
- Istrapedija: Barbariga